# Історія Південної Кореї
Історія Південної Кореї описує розвиток південної частини Корейського півострова починаючи з 1945 року до сьогодення. Історія Південної Кореї починається з радянсько-американського угоди наприкінці літа 1945 року про поділ сфер впливу на півострові, досягнутого в ході Потсдамської конференції. За цим договором, до створення єдиної Корейської держави, відповідальність за роззброєння японської армії на південь від 38 паралелі переходила США, а відповідальність за роззброєння японської армії на північ від 38 паралелі — Радянському Союзу.
Відповідно до резолюції Генеральної Асамблеї ООН листопада 1947 року було сформовано міжнародну робочу групу з підготовки проведення загальних демократичних виборів біля Корейського півострова. Ця група складалася з багатьох держав. Однак Радянська окупаційна адміністрація не пустила цю групу на частину території Корейського півострова, яку вона контролювала, тобто на північ від 38 паралелі. Ця група повернулася і зробила доповідь в ООН, в результаті чого було прийнято резолюцію Генеральної Асамблеї ООН у лютому 1948 року, яка передбачає проведення загальних виборів на тій частині Корейського півострова, на якій це було можливо, з подальшим проведенням загальних виборів у тій частині Корейського півострова, де це зараз неможливо (на даний момент друга частина резолюції не виконана, що й спричинило створення Корейської Народно-Демократичної Республіки (КНДР)). Резолюція була виконана лише в першій частині 1948 року, і це призвело до створення 15 серпня 1948 року Республіки Корея. 9 вересня 1948 року було проголошено створення КНДР.
В історії країни чергувалися періоди демократичного і авторитарного управління. Цивільні уряди в країні пронумеровані від Першої Республіки Лі Син Ман до нинішньої Шостої Республіки. Перша Республіка, демократична на початку, ставала дедалі автократичнішою до свого закінчення 1960 року. Друга Республіка ґрунтувалася на демократичних принципах, але була повалена менш ніж за рік, після чого в країні з'явився військовий уряд. Третя, Четверта та П'ята Республіки номінально вважалися демократичними, проте вважається, що вони були продовженням військового управління. Зі встановленням Шостої Республіки, керівництво країни знову повернулося на демократичні рейки.
З часу свого заснування Південна Корея пройшла великий шлях у розвитку своєї освіти в Південній Кореї освіти, Економіка Південної Кореї економіки та Сучасна культура Південної Кореї. У 1960-х роках країна була однією з найбідніших у регіоні, тоді як зараз — це розвинена промислова держава. Починаючи з 1990-х років корейська популярна музика, телевізійні серіали і кінематограф стають все більш популярними в інших країнах світу, особливо в Південно-Східній Азії — феномен, відомий як «корейська хвиля».

## Американський військовий уряд
Після поразки Японії у Другій світовій війні, Корейський півострів був поділений на американську і радянську окупаційні зони. Лінія поділу пройшла по 38 паралелі. Американські війська під керівництвом генерал-лейтенанта Джона Ходжа висадилися в районі Інчхона 8 вересня 1945 року. Ходж потім очолив військовий уряд країни.
Країна на той час перебувала в жалюгідному стані через кілька причин. По-перше, ще відчувалися наслідки японського колоніального правління. По-друге, американський уряд не був підготовлений до управління країною — багато з його дій спочатку мали дестабілізуючий ефект через незнання політичної ситуації в Кореї. По-третє, у країні на той час була величезна кількість біженців з півночі та людей, які повернулися після війни до рідних місць.
У серпні за згодою японської влади була утворена Корейська Народна Республіка, оголошена поза законом відразу після висадки американських військ, після чого лідер Народної Республіки, Йо Унхьон пішов зі своєї посади і сформував Робочу Народну партію. Американська адміністрація також відмовилася визнати легітимність Тимчасового уряду Республіки Корея Тимчасового уряду, яке очолював Кім Гу.

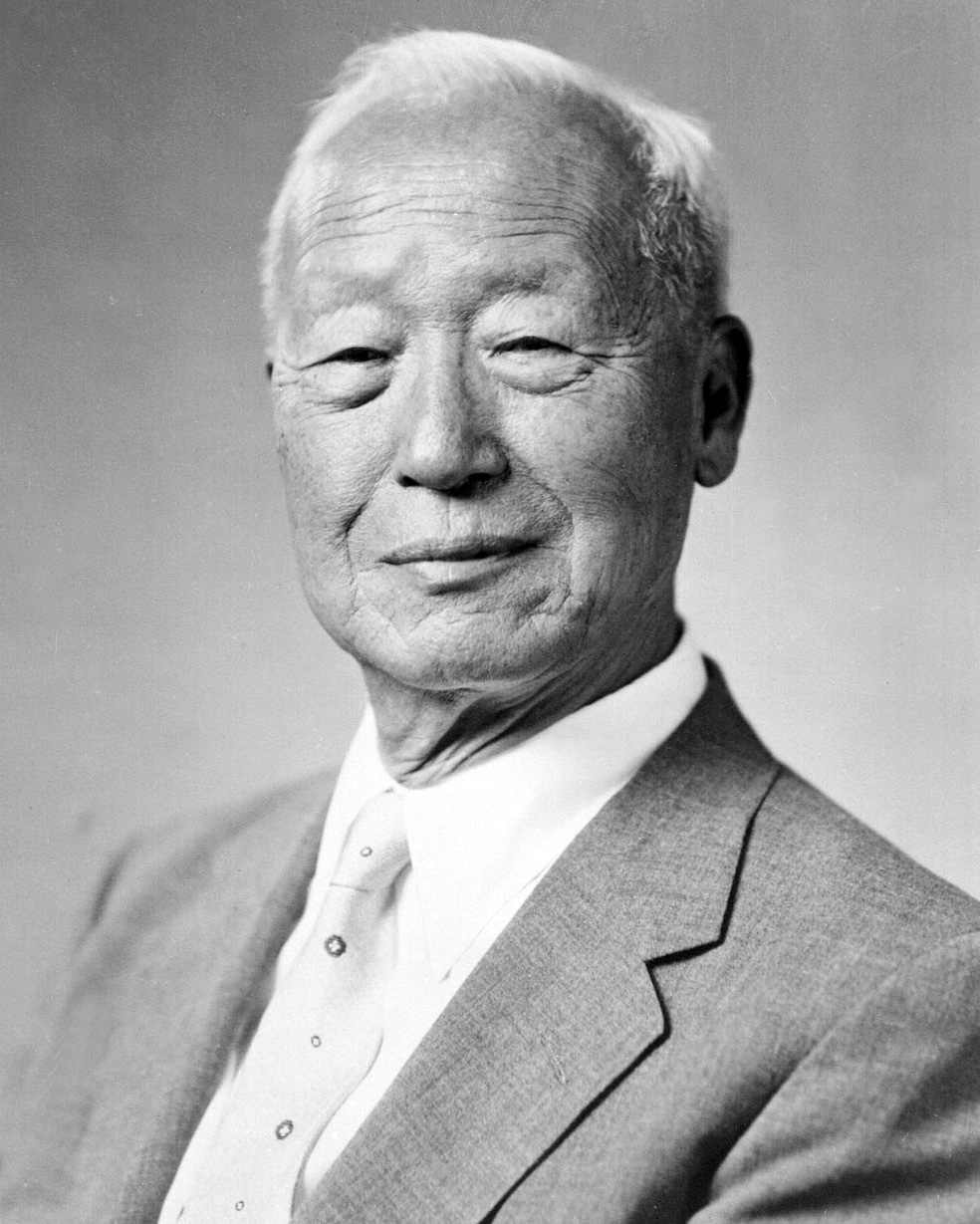
Лі Син Ман

## Перша Республіка
Республіка Корея була заснована 15 серпня 1948 році. Республіка Корея заявляє про наступність з Тимчасовим урядом, створеним 13 квітня.

## Друга Республіка

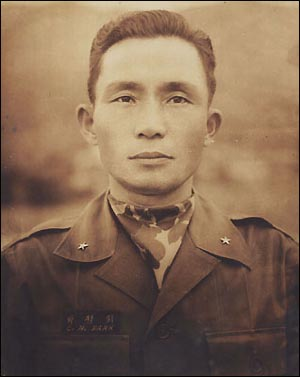
Пак Чон Хі

Після студентської революції влада на короткий час перейшла до тимчасової адміністрації на чолі з Хо Чоном. 29 липня 1960 ріка відбулися вибори, на яких перемогла Демократична Партія. Ця подія ознаменувала перехід до Другої Республіки. Президентом був обраний Юн Бо Сон.

### Військовий уряд
Військова еліта, незадоволена політикою, проведеною лідерами Другої Республіки, вирішили взяти владу в свої руки, і вже в 1961 рік у влада після військового перевороту опинилася в руках генерал-майор а Пак Чон Хі.

## П'ята Республіка

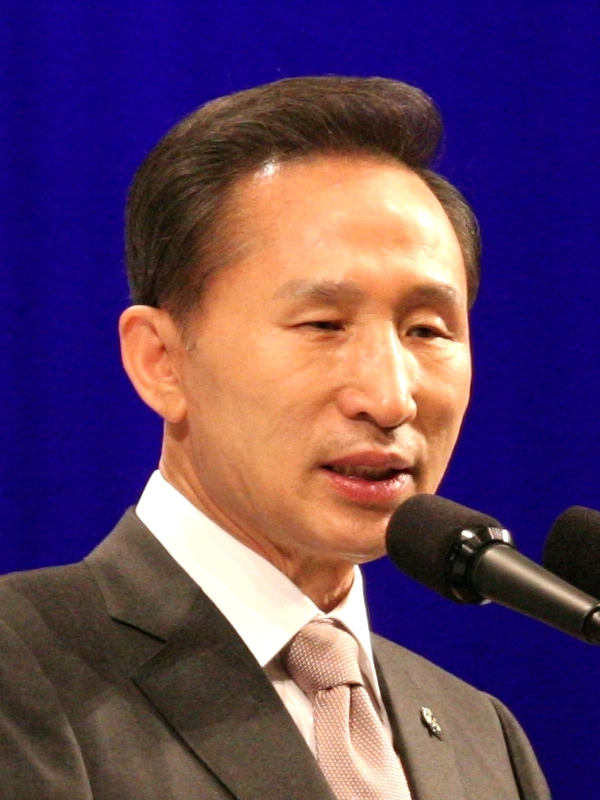
Лі Мен Бак

Після вбивства генерала Пака в 1979 рік і захоплення влади генералом Чон Ду Хван в тому ж році країну захлеснула хвиля демократичних демонстрацій, кульмінацією яких стала сумно відома бійня в Кванджу.
Вісім років боротьби за демократію не пройшли даремно: в 1987у після масових протестів у червні в Південній Кореї пройшли демократичні президентські вибори.

## Шоста Республіка
Шоста Республіка ознаменувалася переходом країни на демократичні засади управління. У 1992 ріку країні був обраний перший громадянський президент Кім Он Сам.
Економіка країни у період продовжувала бурхливо розвиватися, страждаючи, проте, від глобальних економічних криз.